# Saint-Hubert (Belgio)
Saint-Hubert (in vallone Sint-Houbert) è un comune belga di 5 737 abitanti, situato nella provincia vallona del Lussemburgo.